# 金達路口 (亞利桑那州)
金達路口（英語：Kinder Crossing）是位於美國亞利桑那州可可尼諾縣的一個非建制地區。該地的面積和人口皆未知。

## 地理
金達路口的座標為34°33′59″N 110°08′34″W / 34.56639°N 110.14278°W，而該地的平均海拔高度為1963米（即6440英尺）。